# Vid Stipetić
Vid Stipetić (Ogulin, 29. listopada 1937. – Split, 10. lipnja 2011.), hrvatski admiral. Od 1996. do 2002. godine obnašao je dužnost zapovjednika Hrvatske ratne mornarice.

## Životopis
Rođen je 1937. u Ogulinu. U Divuljama je 1959. završio Vojnopomorsku akademiju, a 1973. u Lenjingradu Višu vojnopomorsku akademiju. U JNA je obnašao dužnosti od službe na školskim brodovima Jadran i Lavsa do načelnika štaba brigade torpednih čamaca i načelnika štaba flote u Splitu.
U rujnu 1991. napušta JNA, te kao dragovoljac pristupa HRM-u. Iskustvom i znanjem dao je značajan doprinos formiranju i stvaranju HRM-a. U čin kontraadmirala promaknut je 1993., u čin viceadmirala 12. ožujka 1996., a u čin admirala 2002., kada je i umirovljen.

Zapovjednikom HRM-a imenovan je 1. lipnja 1996. Osobit doprinos dao je u jačanju i ostvarivanju suradnje OSRH i HRM na međunarodnom planu.

## Odlikovanja
Admiral Vid Stipetić nosio je sljedeća odlikovanja:
- Red bana Jelačića
- Red hrvatskog pletera
- Red Nikole Šubića Zrinskog
- Red hrvatskog trolista
- Red kneza Domagoja s ogrlicom
- Spomenica domovinskog rata
- Spomenica domovinske zahvalnosti
- Medalja Oluja